# Siège du Mitsu-ji
Le siège du Mitsu-ji de 1576 fait partie du siège du Hongan-ji d'Ishiyama qui dure onze ans. Les Ikkō-ikki, groupe de moines guerriers et de paysans, contrôlent la forteresse et se présentent comme l'un des principaux obstacles à la montée en puissance d'Oda Nobunaga.
En mai 1576, Nobunaga prend personnellement part à une attaque sur la forteresse. Il emmène un certain nombre d'ashigaru (fantassins) et repousse la garnison Ikki dans leurs portes intérieures. Toutefois, les Ikki sont des canonniers experts et forcent Nobunaga à se retirer. Nobunaga subit une blessure par balle à la jambe et perd un de ses généraux, Harada Naomasa.

## Source de la traduction
- (en) Cet article est partiellement ou en totalité issu de l’article de Wikipédia en anglais intitulé « Siege of Mitsuji » (voir la liste des auteurs).